# Jacek Skarżewski
Jacek Mikołaj Skarżewski (ur. 1949) – polski inżynier chemik. Absolwent Politechniki Wrocławskiej. Od 2001 profesor na Wydziale Chemicznym Politechniki Wrocławskiej.